# Klub Wioślarski Syrena w Warszawie
Klub Wioślarski „Syrena” Związku Zawodowego Pracowników Samorządowych m.st. Warszawy (później używający też nazwy: Klub Sportowy Pracowników Miejskich „Syrena”) – klub wioślarski, a następnie wielosekcyjny, założony w Warszawie 9 marca 1927 roku. Zaprzestał działania we wrześniu 1939.

## Historia
W 1927 z inicjatywy pracowników warszawskich zakładów komunalnych, którzy byli wioślarzami (m.in. z WTW), postanowiono utworzyć klub wioślarski. KW „Syrena” miała być jednosekcyjnym klubem pracowników miejskich – jego celem było „upowszechnianie idei sportowej wśród pracowników miejskich i ich rodzin”. Teren pod działalność klubu i fundusze założyciele pozyskali od Związku Zawodowego Pracowników Miejskich Miasta Stołecznego Warszawy. Pierwszym prezesem został jeden ze współzałożycieli, Zygmunt Słomiński, Naczelny Inżynier Warszawy, który niewiele później został prezydentem miasta Warszawy. Pierwsze łodzie i inny niezbędny sprzęt „Syrenie” podarowały inne kluby stołeczne – WTW, AZS i WKW. Od razu zaczęto też stawiać klubową przystań przy Kanale Czerniakowskim, której budowę zakończono w 1932. Do PZTW klub został przyjęty w roku 1929.
W roku 1930 „Syrena” była siódmym co do wielkości klubem wioślarskim Warszawy, ze 120 członkami. W 1931 liczba ta wzrosła do 360. Klub posiadał żeńską sekcję wioślarską. W okresie tym klub uzyskał działkę przy ulicy Solec 10, na której, w 1935 roku zakończono budowę jednej z największych i najnowocześniejszych przystani warszawskich. Była murowana (jako jedna z nielicznych) i wyróżniała się charakterystyczną kolumnadą od strony Wisły. Oprócz hangarów na łodzie, znajdowała się tam m.in. kawiarnia.
KW Syrena obchodziła uroczyste otwarcia i zamknięcia sezonu, organizowała regaty, ale też urządzała tańce, przyjęcia i zabawy na swojej przystani. W uroczystościach klubowych często uczestniczył prezydenta miasta Warszawy, Stefan Starzyński.
W 1935 roku zapadła decyzja, by Syrena stała się klubem wielosekcyjnym (wcześnie istniały jedynie „koła” umożliwiające towarzyskie uprawianie sportów innych niż wioślarstwo). Stopniowo spadało zainteresowanie członków wioślarstwem, a coraz większego znaczenia nabierały inne sekcje. Od 1937 „Syrena” rozpoczęła intensywnie pozyskiwać zawodników innych klubów – w tym reprezentantów kraju w kolarstwie, lekkiej atletyce i boksie. Było to ułatwione poprzez wsparcie finansowe miasta Warszawy, dobre warunki treningowe, ale przede wszystkim możliwość uzyskania przez nowych zawodników dobrze płatnej pracy w komunalnych przedsiębiorstwach. Pod koniec lat trzydziestych, klub uważał się za trzeci co do wielkości w stolicy po Polonii i Warszawiance. Osiągnął to m.in. wchłaniając mniejsze kluby: RKS Prąd Warszawa oraz KS Wichura Warszawa. Liczba członków „Syreny” wynosiła wtedy 1300.
II wojna światowa wstrzymała działalność klubu, a przystań została zarekwirowana przez Niemców. W trakcie walk powstania warszawskiego i w toku późniejszego natarcia Rosjan, przystań została doszczętnie zniszczona. Klub działania po wojnie nie wznowił.

## Galeria zdjęć sekcji wioślarskiej

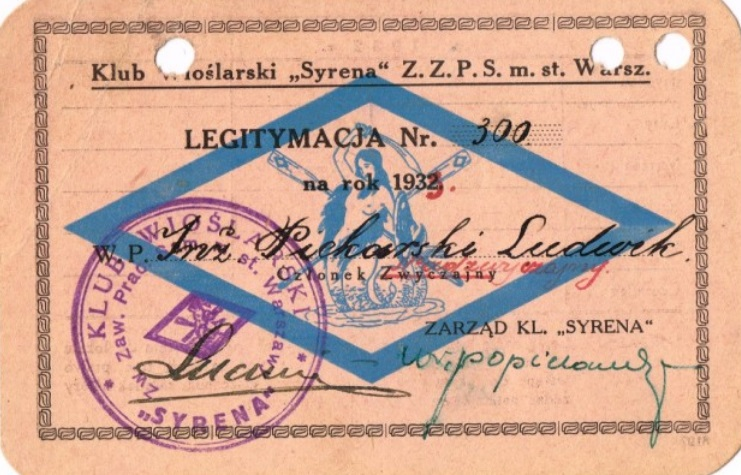
Legitymacja klubowa z 1932
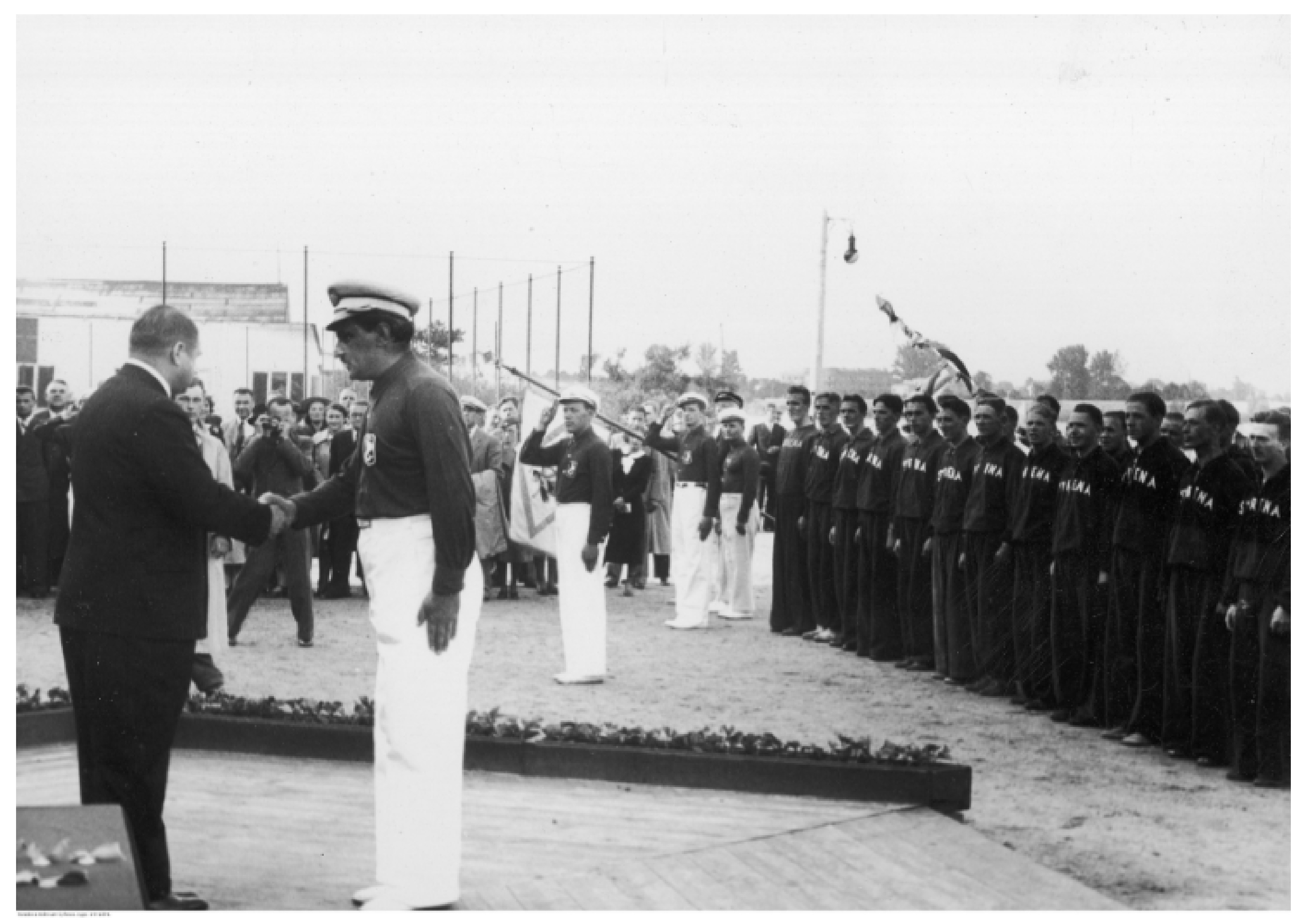
Jubileusz 10-lecia; z lewej  prezydent Starzyńskim
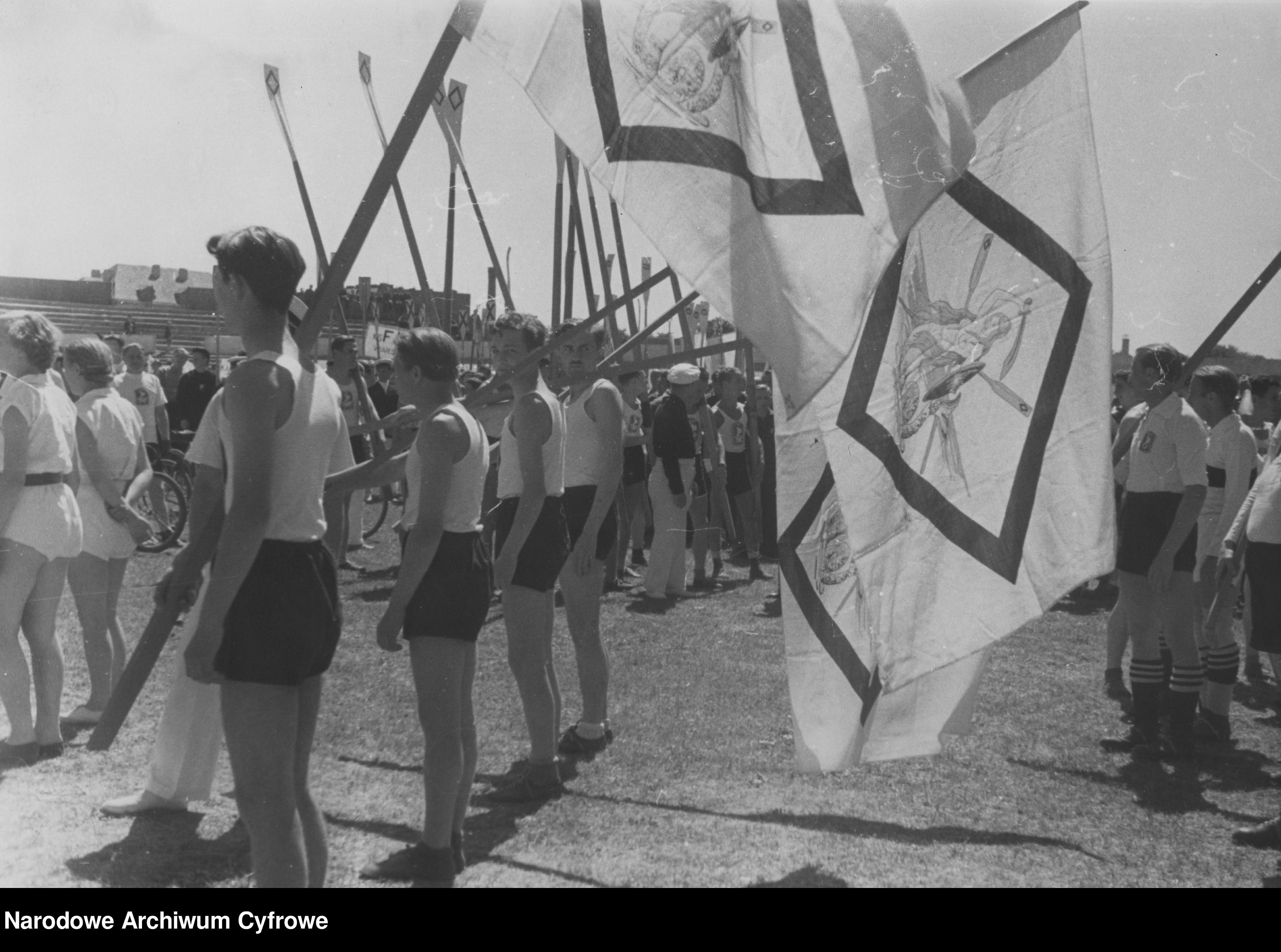
Wioślarze KW Syrena podczas defilady sportowej w 1937
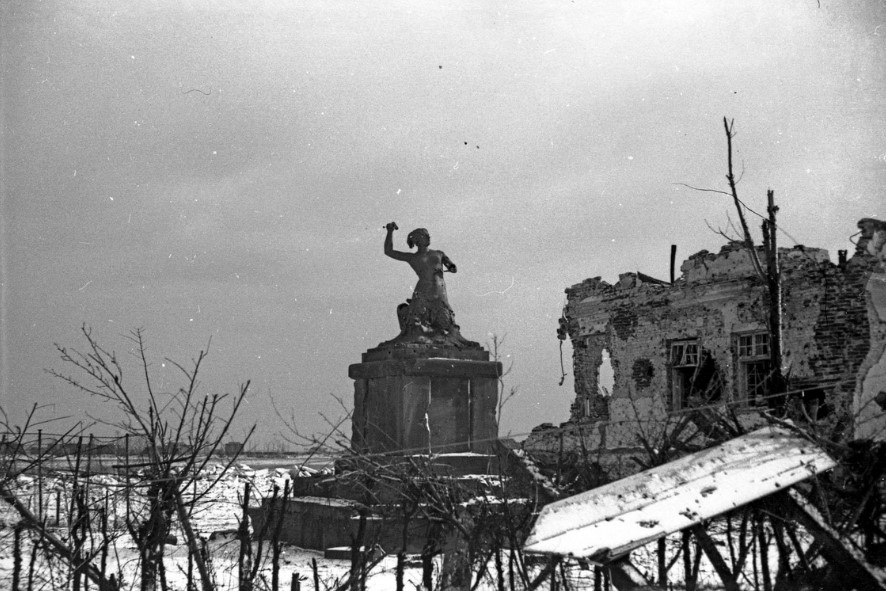
Ruiny przystani w styczniu 1945

## Sekcja kolarska

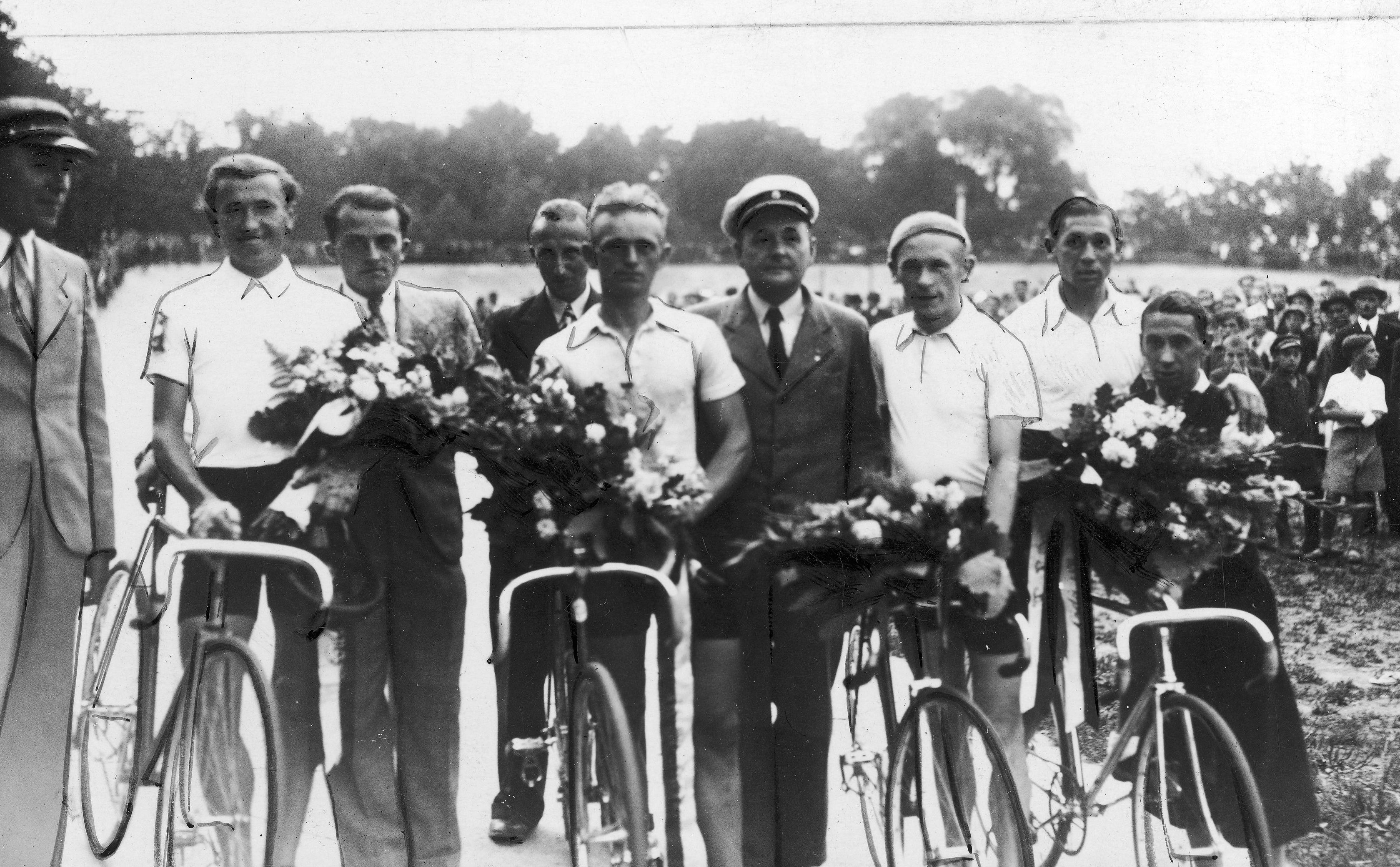
Kolarze “Syreny”, Drużynowi mistrzowie Polski w kolarstwie torowym 1937

Sekcję kolarską klubu utworzono około roku 1936. Już w roku 1937 sekcja odniosła pierwszy poważny sukces – drużyna kolarzy torowych zdobyła złoty medal na mistrzostwach Polski. W kolejnych dwóch latach tytuły mistrzów Polski zdobyła drużyna na szosie.
Sekcja bazowała na utytułowanych kolarzach pozyskanych z innych klubów.

## Sekcja bokserska
Utworzona w 1936, szybko ściągnęła czołowych polskich bokserów. W 1937 przejęła niemal wszystkich zawodników rozwiązanej wtedy sekcji bokserskiej „Legii” Warszawa, później zaś pozyskała Antoniego Kolczyńskiego i Edmunda Sobkowiaka.
Uczyniło to z „Syreny” w 1939 roku jeden z najsilniejszych klubów bokserskich w Polsce.

## Sekcja lekkoatletyczna

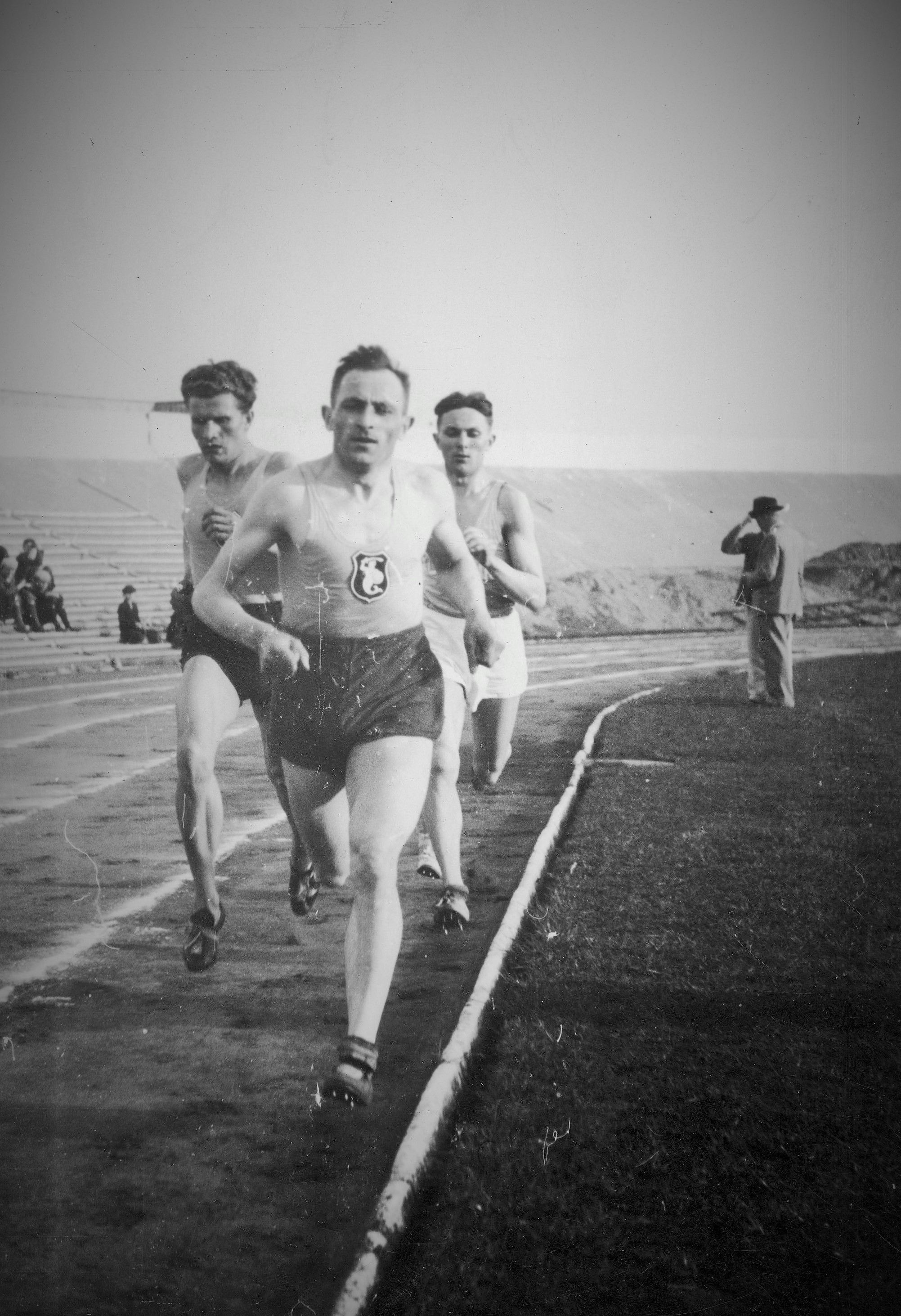
Józef Noji w barwach “Syreny” na zawodach w 1938

Sekcja powstała po roku 1935 i również opierała się głównie na uznanych zawodnikach, którzy przeszli z innych klubów. Jej najbardziej znanym zawodnikami byli Józef Noji, Tadeusz Śliwak oraz Jan Staniszewski, wielokrotni mistrzowie Polski w barwach "Syreny”.

## Inne sekcje
W klubie po roku 1935 istniały ponadto sekcje:
- Piłki nożnej – posiadającej prowizoryczne boisko przy ul. Młynarskiej 2. Latem 1939 piłkarze awansowali do ligi okręgowej, gdzie również uchodzili za faworytów.
- Strzelectwa – do której należało aż 400 członków.
- Sekcja motocyklowa – licząca około 20 członków. Dzięki posiadanym motocyklom mogła organizować motocyklowe kursy na prawo jazdy, w których udział wzięło aż 1000 osób.
- Turystyczna – członkowie zajmowali się amatorskim żeglarstwem i kajakarstwem.
- Ciężkiej atletyki, narciarstwa, wędkarską oraz pływania[7].

## Wyniki sportowe sekcji wioślarskiej
Wioślarze „Syreny” Warszawa nie odnosili znaczących sukcesów w rywalizacji wioślarskiej. W rywalizacji sportowej PZTW klub uczestniczył od roku 1929. W dwudziestoleciu międzywojennym, w poszczególnych latach uzyskał następujące wyniki w klasyfikacji klubowej (dane według tabel punktacyjnych PZTW za poszczególne lata - podane zostało miejsce i ilość klubów, które zdobyły w regatach punkty i oficjalnie je sklasyfikowano):
- w 1929 – 13 miejsce na 19 klubów[8],
- w 1930 – 6 miejsce na 22 kluby[9],
- w 1931 – nie był sklasyfikowany[10],
- w 1932 – 5 miejsce na 27 klubów[11],
- w 1933 – 25 miejsce na 42 kluby[12],
- w 1934 – 23 miejsce na 41 klubów[13],
- w 1935 – 30 miejsce na 46 klubów[14],
- w 1936 – 21 miejsce na 42 kluby[15],
- w 1937 – 19 miejsce na 41 klubów[16],
- w 1938 – 23 miejsce na 44 kluby[17],
- w 1939 – 17 miejsce na 36 klubów[18].

Warto zauważyć, iż w poszczególnych latach wiele klubów w rywalizacji tej nie uczestniczyło lub nie zdołało zdobyć punktów.

## Wybitni zawodnicy

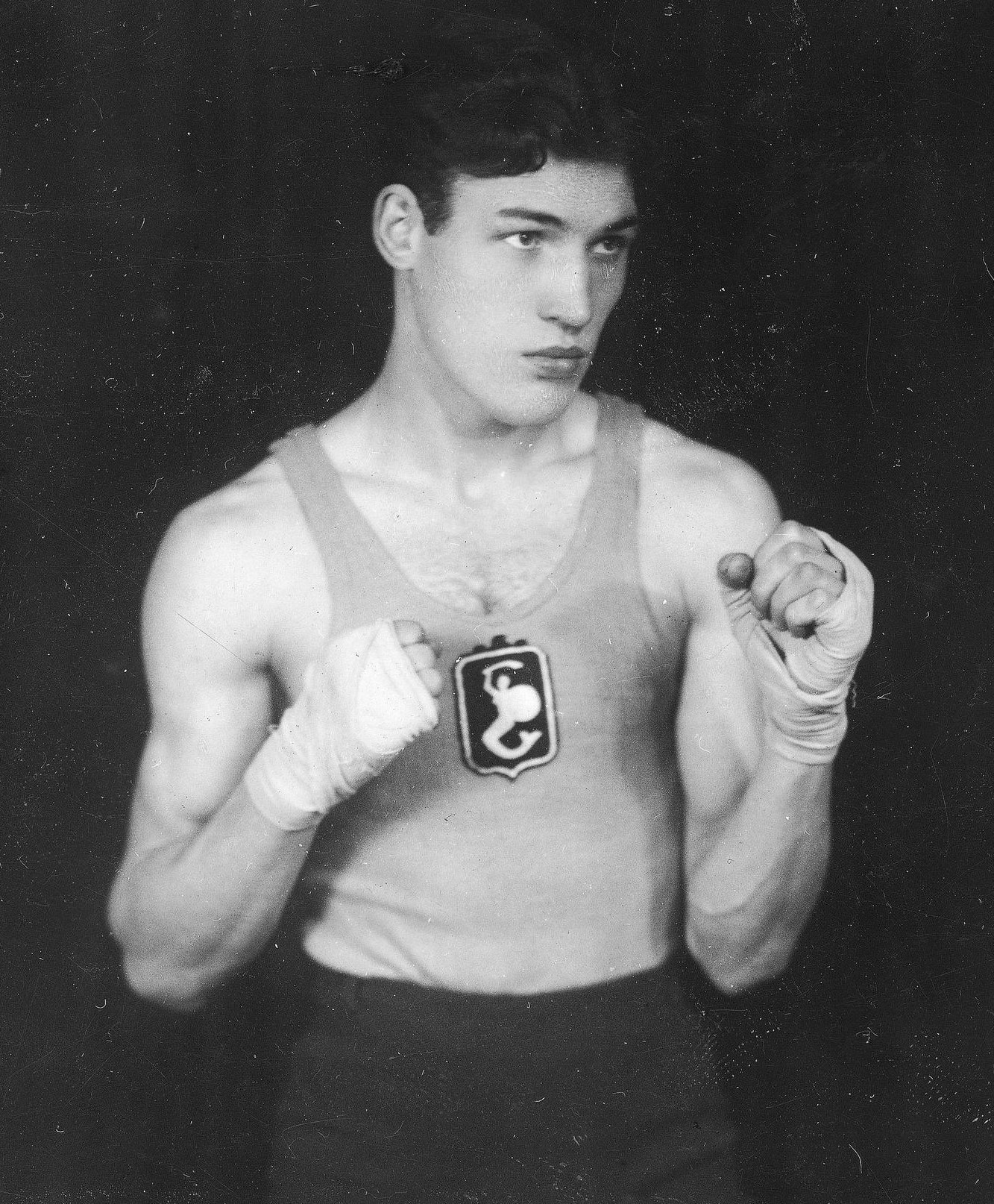
Antoni Kolczyński

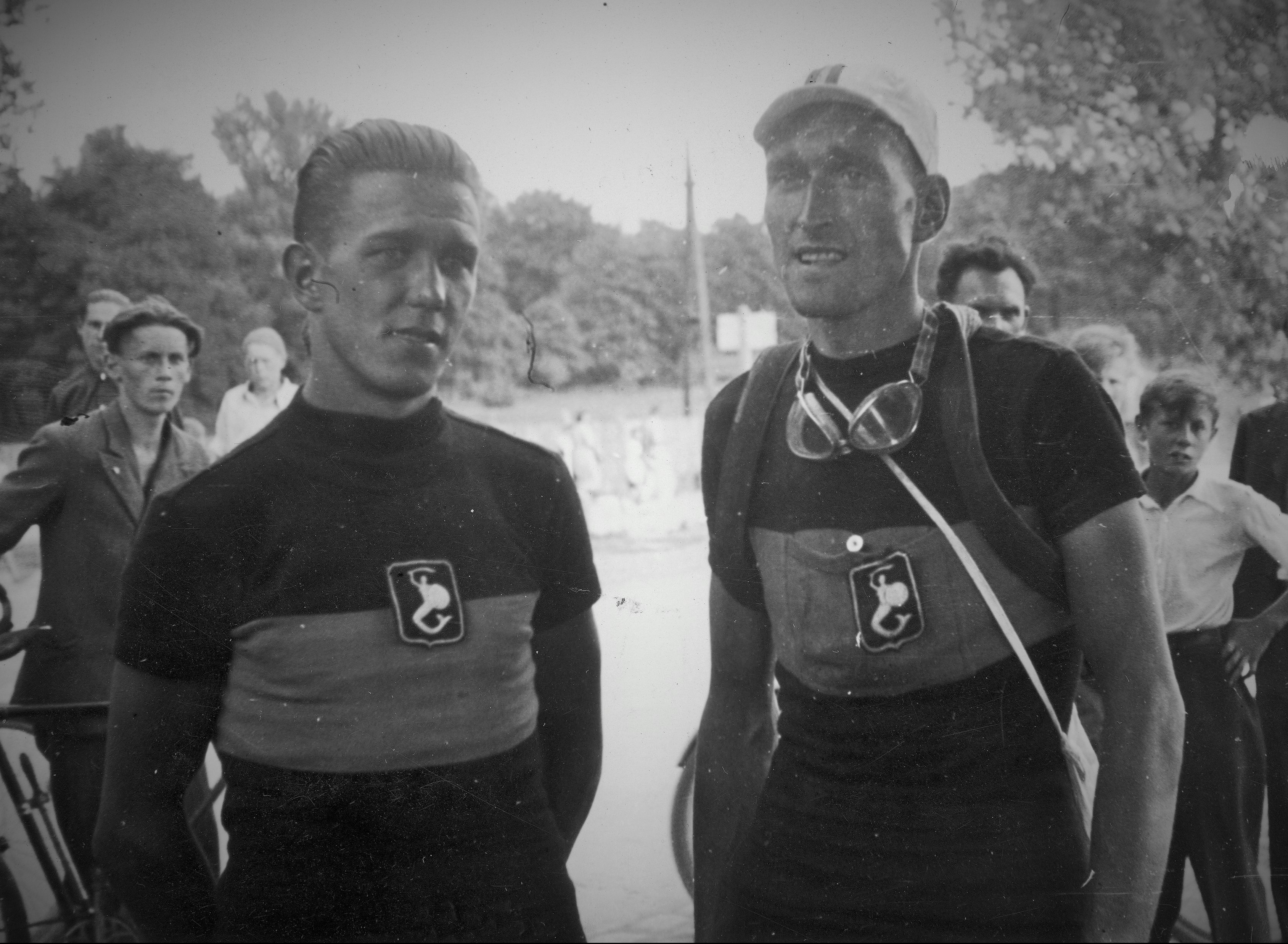
Kolarze Eugeniusz Michalak i Bolesław Napierała − drużynowi mistrzowie Polski 1938

Najwybitniejszymi zawodnikami „Syreny” Warszawa byli:
Antoni Kolczyński – jeden z czołowych bokserów przedwojennej Polski. Do „Syreny” przeszedł w roku 1938 z Fortu Bema. W kolejnym roku zdobył złoty medal w wadze półśredniej na Mistrzostwach Europy w Dublinie.
Edmund Sobkowiak – jeden z czołowych bokserów przedwojennej Polski. Do „Syreny” przeszedł w roku 1939, będąc już srebrnym medalistą Mistrzostwach Europy w Mediolanie, olimpijczykiem z 1936 z Berlina oraz dwukrotnym mistrzem Polski (w 1935 i 1936). W 1939, reprezentując już „Syrenę”, zdobył tytuł mistrza Polski w wadze koguciej.
Józef Noji – lekkoatleta, pozyskany w 1937 ze stołecznej Legii. Reprezentując „Syrenę” wielokrotny mistrz Polski na dystansie 5000m i w biegu przełajowym. Był reprezentantem Polski, który wystąpić miał w igrzyskach olimpijskich roku 1940. W roku 1937 zajął 9 miejsce w Plebiscycie Przeglądu Sportowego.
Eugeniusz Michalak, Roman Stahl, Wacław Starzyński oraz Bolesław Napierała – kolarze „Syreny”, którzy zdobywali dwukrotnie drużynowe szosowe mistrzostwo Polski. Sukcesy tej drużyny:
- 1938 – szosowe Mistrzostwa Polski w drużynie –  złoty medal,
- 1939 – szosowe Mistrzostwa Polski w drużynie –  złoty medal[7].

## Pomnik
W roku 1929 na terenie przystani wioślarskiej „Syreny” Warszawa stanął pomnik Syreny. Ustawiono go na cokole wykonanym z piaskowca z rozebranego soboru św. Aleksandra Newskiego. Pomimo znacznych uszkodzeń w trakcie walk na początku 1945, pomnik przetrwał wojnę.